# David Bohbot
David Bohbot (* 14. dubna 1968 Haifa, Izrael) je bezpečnostní expert izraelského původu s českým občanstvím, lektor a podnikatel, zabývající se problematikou bezpečnostní situace na Středním východě a boje proti terorismu. Je aktivním trenérem ozbrojeného i neozbrojeného boje zblízka, střelby a Krav maga. Více než 16 let se věnuje bezpečnostní osvětě na českých školách, kde pořádá semináře a kurzy Krav maga pro učitele i žáky. Je zakladatelem a ředitelem nevládního pracoviště Centrum pro výzkum terorismu.

## Život
Narodil se 14. dubna 1968 v Haifě v Izraeli, jako nejmladší ze tří sourozenců. Jeho otec, Amram Bohbot, se narodil v Maroku a do Izraele se přestěhoval v roce 1949. Jeho matka, Jardena Mizrahi-Bohbot, se narodila v izraelské Tiberii. Její otec David a strýc Eliahu Mizrahi byli společně vyznamenáni v roce 1949 za statečnost během války za nezávislost Izraele.
Po ukončení střední školy a absolvování vojenské služby vstoupil do izraelského námořnictva, kde pokračoval ve službě jako příslušník záložních výsadkových jednotek. Po odchodu do výslužby žil, studoval a pracoval několik let v USA. Od roku 1996 žije a úspěšně podniká v České republice. Jeho společnost MASADA Security Solutions s.r.o působí v Praze a na Kladně. V roce 2021 založil Centrum pro výzkum terorismu.
V roce 1997 se oženil a v roce 2007 rozvedl. Má dvě děti, Adama (1998) a Keren (2000).

## Vzdělání
Mezi léty 1980–1986 navštěvoval střední školu ORT v Izraeli, v roce 1993 získal titul bakalář B.B.A. na Montgomery College v Marylandu v USA. V roce 1995 absolvoval kurz VIP Guard and Security Management na ISA. V roce 2018 získal titul MBA v oboru Managment bezpečnosti a management krizových situací na European Institute Of Security and Crisis Management v Praze. Kromě standardních vzdělávacích aktivit absolvoval v Izraeli a dalších zemích množství kurzů se zaměřením na bezpečnost obyvatelstva a boje proti terorismu.

## Politická angažovanost
V roce 2020 a 2022 kandidoval jako nestraník za stranu Svobodní ve volbách do Senátu PČR. Od listopadu 2022 je členem politické strany Trikolora. V roce 2024 kandidoval jako člen strany Trikolora ve volbách do Evropského parlamentu.

## Centrum pro výzkum terorismu
Je zakladatelem a ředitelem nevládního, výzkumného pracoviště Centrum pro výzkum terorismu (CVT), které bylo založeno v roce 2021, symbolicky v předvečer 20. výročí teroristických útoků na Světové obchodní centrum v New Yorku. Hlavním poradcem centra je Genmjr. Dani Jatom bývalý ředitel Mosadu. Mezi další poradce patří Pplk. Uri Ben Yaakov, ředitel vývoje v Mezinárodním institutu pro boj proti terorismu v Izraeli, Nir Regev, člen Mezinárodního institutu pro boj proti terorismu v Izraeli a ředitel divize HLS v rámci Israel Military Industries, Genpor. Ing. Miroslav Kostelka nebo Genmjr. Ing. Josef Sedlák.

## Působení v Izraelské policii
V roce 2023 a 2024 působil jako dobrovolník v řadách bojových jednotek Izraelské policie a byl za to vyznamenán Železným mečem za ochranu civilního obyvatelstva. Toto vyznamenání převzal od šéfa severoizraelské policie generála Hatauky.

## Náboženské aktivity
Od roku 2012 působí jako rabín ortodoxní komunity Bnej Israel.